# Супергрупа
Супергрупа (на английски: supergroup) е музикална група, всички участници в която са получили широка известност в състава на други групи като соло изпълнители или като друг вид музиканти.
Терминът се появява в края на 60-те години на XX век и произлиза от албума от 1968 г. Super Session, записан от Ал Купър, Майкъл Блумфийлд и Стивън Стилс. За първата супергрупа се смята „Крийм“.
Като примери за супергрупи може да се посочат „Емерсън, Лейк енд Палмър“, „Травълинг Уилбърис“, „Ликуид Теншън Експеримънт“, „Дем Крукт Вълчърс“, „Чикънфут“, „Одиослейв“, „Профетс ъф Рейдж“.